# ГЕС Делуо
ГЕС Делуо (地洛水电站) — гідроелектростанція у центральній частині Китаю в провінції Сичуань. Знаходячись після ГЕС Liánbǔ, входить до складу каскаду на річці Xīxīhé, лівій притоці Дзинші (верхня течія Янцзи).
В межах проекту річку перекрили бетонною греблею висотою 36 метрів, яка утримує водосховище з об'ємом 2,7 млн м3 (корисний об'єм 0,27 млн м3) та припустимим коливанням рівня поверхні у операційному режимі між позначками 1216 та 1217 метрів НРМ. Зі сховища через лівобережний гірський масив до розташованого за 14 км машинного залу прокладено дериваційний тунель.
Основне обладнання станції становлять дві турбіни типу Френсіс потужністю по 50 МВт, які використовують напір у 286 метрів та забезпечують виробництво 456 млн кВт-год електроенергії на рік.